# Карнович, Лавр Иванович
Лавр Иванович Карнович (1841 — 1918) — старший председатель Виленской судебной палаты в 1894—1917 годах, сенатор.

## Биография
Православный. Происходил из духовного звания.
В 1861 году окончил Могилевскую губернскую гимназию и поступил в Санкт-Петербургский университет. В следующем году перешел на юридический факультет Харьковского университета, который и окончил со степенью кандидата прав в 1866 году.
По окончании университета поступил на службу в Министерство юстиции в качестве кандидата при Харьковской соединенной палате, с откомандированием для занятий следственной частью к судебному следователю 1-го участка города Харькова. Весной 1867 года перешел на службу в Санкт-Петербургский окружный суд кандидатом на судебные должности и в сентябре того же года, при открытии округа Харьковской судебной палаты, назначен был секретарем при прокуроре Харьковского окружного суда. В 1868 году был назначен секретарем прокурора Харьковской судебной палаты, в следующем году — товарищем прокурора Курского окружного суда, в 1873 году — прокурором Симбирского окружного суда, а через два года — товарищем прокурора Казанской судебной палаты.
При открытии в 1880 году округа Киевской судебной палаты назначен был председателем Луцкого окружного суда, а через три года, при открытии округа Виленской судебной палаты, председателем Ковенского окружного суда. В этой последней должности пробыл год с небольшим и в 1884 году назначен был прокурором Виленской судебной палаты, на каковом посту и пробыл десять лет, вплоть до назначения в 1894 году старшим председателем той же палаты. 14 мая 1896 года произведен в тайные советники.
11 августа 1904 года назначен сенатором, с оставлением в должности старшего председателя Виленской судебной палаты. С началом Первой мировой войны эвакуировался в Москву. Умер в 1918 году.

## Семья
Был женат на дочери коллежского секретаря Елизавете Дмитриевне Песоцкой. Их дети:
- Николай (1872—1916), товарищ прокурора Одесской судебной палаты, статский советник.
- Георгий (1884—1941)
- Дмитрий (1887—?)
- Елизавета (1875—?)

## Награды
- Орден Святого Станислава 1-й ст. (1889)
- Орден Святой Анны 1-й ст. (1891)
- Орден Святого Владимира 2-й ст. (1901)
- Орден Белого Орла (1908)
- Орден Святого Александра Невского (1911)
- бриллиантовые знаки к ордену Св. Александра Невского (1916)